# Bendik Rugaas
Bendik Jørgen Rugaas (født 31. december 1942, død 5. maj 2025) var en norsk politiker (Ap). Han havde frem til udgangen af 2006 stilling som ambassaderåd i Washington D.C..
Rugaas tog i 1967 graden cand.real. ved Universitetet i Oslo. I 1971 fik han eksamen fra Statens bibliotekhøgskole.
Rugaas blev rektor ved bibliotekhøgskolen i 1975, en position han havde frem til 1981. Fra 1981 til 1987 var han overbibliotekar ved Universitetsbiblioteket i Oslo, og fra 1987 til 1993 var han rigsbibliotekar. Fra 1994 til 2002 var Rugaas nationalbibliotekar, med undtagelse af en periode som minister.
I Regeringen Thorbjørn Jagland var Rugaas fra 1996 til 1997 planlægningsminister, efter Terje Rød-Larsens afsked.